# 101st Air Refueling Wing

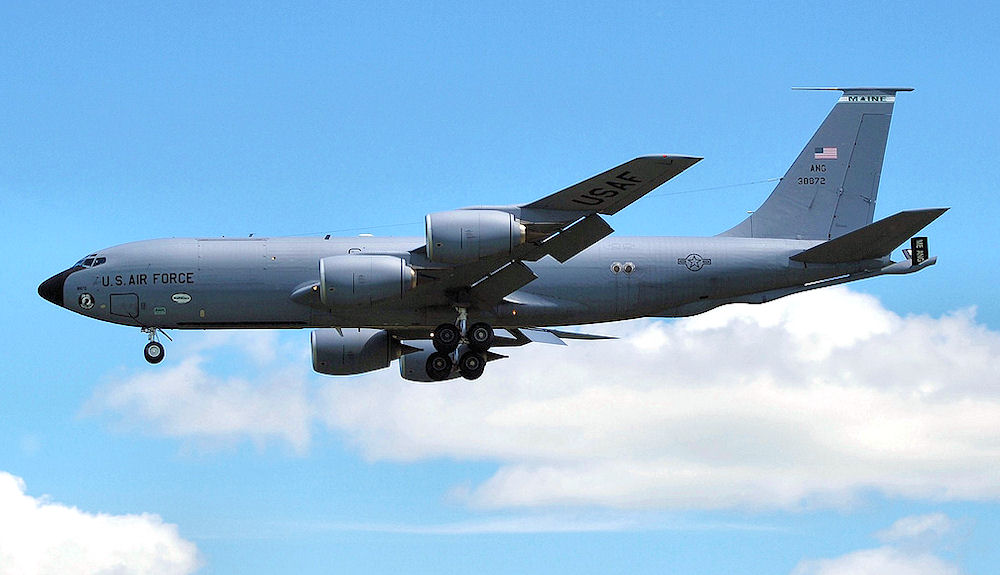
KC-135R dello Stormo

Il 101st Air Refueling Wing è uno stormo da rifornimento in volo del Maine Air National Guard. Riporta direttamente all'Air Mobility Command quando attivato per il servizio federale. Il suo quartier generale è situato presso la Bangor Air National Guard Base, nel Maine.

## Organizzazione
Attualmente, al maggio 2017, esso controlla:
- 101st Operations Group
  - 101st Operations Support Squadron
  -  132nd Air Refueling Squadron - Equipaggiato con KC-135R
- 101st Maintenance Group
  - 101st Aircraft Maintenance Squadron
  - 101st Maintenance Operations Flight
  - 101st Maintenance Squadron
- 101st Medical Group
- 101st Mission Support Group
  - 101st Civil Engineer Squadron
  - 101st Communications Flight
  - 101st Force Support Squadron
  - 101st Logistics Readiness Squadron
  - 101st Security Forces Squadron
- 243rd Engineering Installation Squadron
- 265th Combat Communications Squadron